# 立石定夫
立石 定夫（たていし さだお、1928年（昭和3年）2月29日 - 1995年（平成7年）6月8日）は、日本の政治家、弁護士、歴史研究家。第8代福山市長（3期）。

## 人物
広島県福山市東堀端町（現・福山市城見町）に生まれる。1945年（昭和20年）、広島県立福山誠之館中学校（現・広島県立福山誠之館高等学校）卒業。1948年（昭和23年）、旧制広島高等学校卒業。1951年（昭和26年）、同志社大学法学部卒業。
1955年（昭和30年）4月、弁護士を開業。1960年（昭和35年）4月、広島弁護士会福山地区会会長に就任。
1963年（昭和37年）4月、広島県議会議員に初当選。1967年（昭和42年）に再選。
1970年（昭和45年）4月25日に行われた福山市長選挙に立候補。徳永豊市長や市議会多数派の公政会の支援を受けた前助役の上田政雄らを破り、初当選した。
3選した年の翌1979年（昭和54年）5月、保守系市議21人が連名で、立石に次期衆院選への立候補を促す推薦状を手渡す。同年7月28日付で市長を辞職。同年10月7日に行われた第35回衆院選に旧広島3区から自民党公認で出馬するが落選。
1983年（昭和58年）8月21日に行われた福山市長選挙で返り咲きを狙うも落選。
1985年（昭和60年）7月、福山ワシントンホテルの代表取締役に就任した。1995年（平成7年）6月8日没。
市長職を退いた後は、水野勝成、島津義弘、杉原盛重、藤井皓玄、備前国の宇喜多氏など戦国時代の武将、人物についての歴史書を多数著した。